# Espace Mayenne
Espace Mayenne är en anläggning för olika kultur- och sportevenemang samt konferenser och mässor i Laval i Frankrike. Vid sportevenemang kan den ta upp till 4 700 åskådare. Under juli 2023 kommer den att användas för FIVB Volleyball Challenger Cup 2023.